# Sillygomania
Sillygomania là album phòng thu thứ hai của nam ca sĩ người Bỉ Loïc Nottet. Album được Sony Music phát hành vào ngày 29 tháng 5 năm 2020. Các đĩa đơn từ album bao gồm "Doctor", "On Fire", "29", "Heartbreaker" và "Mr/Mme".

## Bối cảnh
Vào tháng 2 năm 2020, Nottet thông báo về album mới trên tài khoản Instagram cá nhân. Bài đăng của anh có nội dung như sau: "Và nó đã đến đây rồi! Tôi rất hân hạnh giới thiệu đến tất cả các bạn ảnh bìa của album mới: SILLYGOMANIA! Tôi biết rằng nhiều người trong các bạn đã chờ đợi nó từ rất lâu rồi, và tôi thật sự hy vọng rằng món khai vị này sẽ đáp ứng được những kỳ vọng của các bạn! Cảm ơn vì đã kiên nhẫn chờ đợi và ủng hộ cho tôi, cũng như cho ê-kíp của tôi ! Tôi không thể diễn tả hết sự biết ơn của mình dành cho các bạn, những người đã trao cho tôi cơ hội và cuộc sống!".

## Danh sách bài hát
| Danh sách bài hát của Sillygomania | Danh sách bài hát của Sillygomania | Danh sách bài hát của Sillygomania          | Danh sách bài hát của Sillygomania | Danh sách bài hát của Sillygomania |
| STT                                | Nhan đề                            | Sáng tác                                    | Sản xuất                           | Thời lượng                         |
| ---------------------------------- | ---------------------------------- | ------------------------------------------- | ---------------------------------- | ---------------------------------- |
| 1.                                 | "Sillygomania"                     | Amy Morrey Loïc Nottet Léo Nocta            |                                    | 2:34                               |
| 2.                                 | "On Fire"                          | Nottet Sacha Skarbek                        | Skydancers                         | 3:47                               |
| 3.                                 | "Heartbreaker"                     | Nottet Amy Morrey                           | Skydancers Alex Germys             | 3:56                               |
| 4.                                 | "Rosa Maria"                       | Nottet Sacha Skarbek                        | Skydancers Alex Germys             | 3:44                               |
| 5.                                 | "Liar"                             | Alex Germys Amy Morrey Nottet               | Skydancers Alex Germys             | 3:30                               |
| 6.                                 | "29"                               | Nottet Skarbek                              | Skarbek                            | 3:57                               |
| 7.                                 | "The One"                          | Alex Germys Amy Morrey Nottet               | Alex Germys                        | 4:04                               |
| 8.                                 | "Doctor"                           | Nottet Morrey                               | Ozhora Miyagi Twenty 9             | 3:58                               |
| 9.                                 | "Gun"                              | Amy Morrey Jean François Berger Loïc Nottet |                                    | 4:23                               |
| 10.                                | "Twym"                             | Nottet Sacha Skarbek                        | Skydancers Ken Lewis               | 3:27                               |
| 11.                                | "Cry Out"                          | Amy Morrey Dimitri Tikovoi Nottet           |                                    | 4:04                               |
| 12.                                | "Candy"                            | Alex Germys Amy Morrey Nottet               | Alex Germys                        | 3:43                               |
| 13.                                | "Farewell"                         | Amy Morrey Nottet Léo Nocta                 |                                    | 3:18                               |
| 14.                                | "Mr/Mme"                           | Nottet Léo Nocta                            | Léo Nocta                          | 6:21                               |

## Xếp hạng

### Xếp hạng tuần
| Bảng xếp hạng (2020)                | Vị trí cao nhất |
| ----------------------------------- | --------------- |
| Album Bỉ (Ultratop Vlaanderen)      | 9               |
| Album Bỉ (Ultratop Wallonie)        | 1               |
| Album Pháp (SNEP)                   | 31              |
| Album Thụy Sĩ (Schweizer Hitparade) | 50              |

## Lịch sử phát hành
| Quốc gia       | Ngày phát hành      | Định dạng                 | Nhãn hiệu  |
| -------------- | ------------------- | ------------------------- | ---------- |
| Nhiều quốc gia | 29 tháng 5 năm 2020 | Tải kỹ thuật số streaming | Sony Music |